# F211i
ムーバ F211i（ムーバ エフ にー いち いち アイ）は、富士通（現：富士通コネクテッドテクノロジーズ）によって開発された、NTTドコモの第2世代移動通信システム（mova）端末である。

## 概要
F210iの後継機で、211iシリーズで最初に発売されている。この時期にはすでにデジタル方式ムーバとハイパートークが全機種標準になっていたため、211iシリーズ最初の当機種から名称の「デジタル」と「HYPER」が省略されている。
211iシリーズでは唯一のストレート型機種であり、ドコモのストレート型初のTFT液晶が使われている。また、当時シティオが使っていた1.5GHzでの通信にも対応した初のデュアルバンドモデルである。
フォントは通常のゴシック体以外に丸字フォントがあった。
富士通端末お馴染みの、「裏技」機能があり、電池マークが「星」マークにできる。

## 歴史
- 2001年8月3日　 テレコムエンジニアリングセンターによる技術基準適合証明の工事設計認証（工事設計認証番号WZA0039、XAA0059）
- 2001年8月6日　 電気通信端末機器審査協会による技術基準適合認定の設計認証（設計認証番号A01-0650JP、J01-0207）
- 2001年11月5日　ドコモから発表。
- 2001年11月7日　発売。
- 2012年3月31日　movaサービス終了により使用はこの日限りとなる。